# Borgofranco d'Ivrea
Borgofranco d'Ivrea és un comune (municipi) de la ciutat metropolitana de Torí, a la regió italiana del Piemont, situat a uns 50 quilòmetres al nord de Torí. A 1 de gener de 2019 la seva població era de 3.672 habitants.
Borgofranco d'Ivrea limita amb els següents municipis: Settimo Vittone, Andrate, Nomaglio, Brosso, Quassolo, Chiaverano, Montalto Dora i Lessolo.